# Florence Legros
 (février 2013).
Si vous disposez d'ouvrages ou d'articles de référence ou si vous connaissez des sites web de qualité traitant du thème abordé ici, merci de compléter l'article en donnant les références utiles à sa vérifiabilité et en les liant à la section « Notes et références ».
Pour les articles homonymes, voir Legros.
Florence Legros, née le 4 janvier 1960 à Suresnes, est un professeur et économiste française. 

## Biographie
Florence Legros est une économiste française, directrice générale d'ICN Business School, école de management dont les campus se situent à Nancy, Paris et Berlin.
Professeur des universités, elle enseigne les sciences économiques à l’université Paris-Dauphine, où elle a été nommée en 1999. Tout en dirigeant le laboratoire de recherche SDFi (stratégies et dynamiques financières), elle y avait créé en 2004 le master de gestion de patrimoine. Après avoir été responsable du master « Assurance et gestion du risque », elle a pris en charge en septembre 2013 le prestigieux magistère Banque Finance Assurance , l'executive MBA CHEA (Centre des hautes études en assurance) et l'école de l’assurance de l'université Paris-Dauphine. Elle est aussi durant cette période « Associate senior research fellow » au CEPS (Centre for European Policy Studies, à Bruxelles).
De 2008 à 2011, elle a été rectrice de l’académie de Dijon, chancelière de l’université de Bourgogne, présidente des conseils d’administration du CROUS (Centre régional des œuvres universitaires et scolaires), du CRDP (Centre régional de documentation pédagogique), de l’UNSS (Union nationale du sport scolaire) pour la Bourgogne. Elle y était également chargée d’une mission nationale sur l’éducation en milieu pénitentiaire.
Entre 2011 et 2012, elle travaille pour le cabinet de conseil BIPE où elle est associée.
Spécialiste des systèmes de retraite, ses travaux s’intéressent à la macroéconomie, à la finance, à l’assurance, à la démographie. 
Sur ces thèmes, elle intervient comme consultante auprès d’institutions internationales. Elle a été directrice-adjointe du programme AIM, sur l’adéquation des pensions en Europe, financé par la commission européenne (6e PCRD) et réalisé par le consortium ENEPRI qu’elle a participé à lancer alors qu’elle était directrice-adjointe du CEPII (Centre d'études prospectives et d'informations internationales) de 2000 à 2003. Elle effectue régulièrement des actions de formation et de conseil à l’étranger, en Afrique francophone et en Chine, notamment comme consultant auprès de la Banque Mondiale (World Bank).
Entrée en 1987 comme économiste à la caisse des dépôts et consignations, elle rejoint en 1990 le cabinet de consultant en finances locales « Ressources consultants » en tant qu’associée avant d’entrer au Crédit local de France / DEXIA comme chargée de mission à la direction des engagements où elle est chargée de l’analyse du risque des collectivités territoriales. Elle est ensuite nommée directrice d’études à la direction des retraites où elle coordonne la gestion financière des réserves et provisions des caisses de retraite et des fonds de prévoyance. Elle y créée également en 1992 le « Forum retraite » qui deviendra un rendez-vous annuel des décideurs de la retraite en France et accueillera 1000 participants chaque année. Elle restera conseillère du directeur des retraites jusqu'en 2012 après avoir obtenu – en 1994 – l’agrégation de sciences économiques et rejoint l’université de Perpignan.
Membre de la Commission économique de la Nation (de 2007 à 2015), du Conseil scientifique de l’observatoire de l’épargne européenne (entre  2005 et 2010), du Conseil d’orientation des retraites de 2000 à 2004, elle est aussi membre du conseil scientifique de l'ACPR (autorité de contrôle prudentiel et de résolution) et du cercle de l'épargne.  Elle siège au conseil d'administration de l'AERES (future HCERES : haut conseil à l'évaluation de la recherche et de l'enseignement supérieur) jusqu'en 2013.
Elle est nommée le 16 juillet directrice générale de ICN business school.
Le 18 mai 2016, et jusqu'en mai 2018, elle est déléguée générale de l'alliance ARTEM. Créée en 1999, l'Alliance Artem rassemble l'École nationale supérieure d'art et de design de Nancy, ICN Business School et Mines Nancy, est précurseur dans le rapprochement entre écoles de management, d'ingénieurs et d'art.

## Analyses et positions
Dans ses nombreux articles et chroniques, Florence Legros n'hésite pas à faire connaître ses analyses et ses vues, parfois dissonantes, comme :
- sur l’absence de « solution miracle » pour le système de retraite en France : selon elle, aucun modèle de système de retraite étranger ne peut être totalement dupliqué en France ; la mise en place des comptes notionnels en Suède n'est pas la panacée, le système par points étant plus souple ; les français devront avoir recours à l'épargne individuelle[10].
- sur l'optimisme excessif du Conseil d’orientation des retraites concernant l’évolution de l'emploi et du chômage[11]. Avec l'hypothèse d'un taux de chômage de 8% en moyenne, le déficit de l'assurance-vieillesse atteindrait 18,5 milliards d’euros, bien plus que les 11,9 milliards d’euros de déficit projetés avec l'hypothèse optimiste d'un taux moyen de chômage de 4,5%[12] ;
- sur le dispositif de retraite à 62 ans décidé par le Gouvernement Fillon en 2010 qui « va dans le bon sens » mais pas assez loin[13].
- elle met également en garde contre le risque de paupérisation des retraités en l'absence de toute autre réforme que celle qui consiste - notamment - à jouer sur les taux de remplacement[14].

## Distinctions
- Chevalier de la Légion d’honneur
- Chevalier dans l’Ordre national du Mérite
- Commandeur des palmes académiques
- Chevalier du Tastevin